# Lagoseris ovata
Lagoseris ovata là một loài thực vật có hoa trong họ Cúc. Loài này được (Boiss. & Noë) Bornm. mô tả khoa học đầu tiên năm 1906.